# Primitive (album)
Primitive è il secondo album in studio del gruppo musicale statunitense Soulfly, pubblicato il 26 settembre 2000 dalla Roadrunner Records.

## Descrizione
Dall'album è stato estratto un solo singolo, cioè Back to the Primitive. Da ricordare è anche la canzone con Corey Taylor, cioè Jumpdafuckup, quella con Sean Lennon (figlio di John), Son Song, e quella con Tom Araya, Terrorist. In Pain collaborano anche Chino Moreno dei Deftones e Grady Avenell dei Will Haven.

## Tracce
1. Back to the Primitive – 4:20
2. Pain – 3:40
3. Bring It – 3:22
4. Jumpdafuckup – 5:11
5. Mulambo – 4:19
6. Son Song – 4:17
7. Boom – 4:56
8. Terrorist – 3:46
9. The Prophet – 2:57
10. Soulfly II – 6:04
11. In Memory of... – 4:36
12. Flyhigh – 4:48

### Tracce bonus edizione limitata digipack
1. Eye for an Eye (Live) – 3:50
2. Tribe (Live) – 6:24
3. Soulfire – 5:14
4. Soulfly (Universal Spirit Mix) – 6:08

## Formazione
Gruppo
- Max Cavalera - voce, chitarra, berimbau, basso
- Mikey Doling - chitarra
- Marcello D. Rapp - basso, percussioni
- Joe Nunez - batteria, percussioni

Altri musicisti
- Sean Lennon - voce (nel brano 6)
- Corey Taylor - voce (nel brano 4)
- Chino Moreno - voce (nel brano 2)
- Grady Avenell - voce (nel brano 2)
- Tom Araya - voce (nel brano 8)
- Meia Noite - percussioni
- Larry McDonald - percussioni
- Toby Wright - voce (nel brano 7), basso (nel brano 9), clarinetto e pianoforte (nel brano 10), tastiere (nei brani 1, 2, 3, 4, 5, 7, 12)
- Deonte Perry - batteria elettronica (nei brani 2, 3, 4, 6, 7, 11, 12)
- The Mulambo Tribe - musica tribale (nel brano 5)

Cast tecnico
- Max Cavalera - produzione
- Toby Wright - co-produzione, registrazione
- Steve Sisco - ingegneria del suono
- Andy Wallace - missaggio
- George Marino - masterizzazione